# علي أباد كرون
علي أباد كرون هي قرية في مقاطعة تيران وكرون، إيران. عدد سكان هذه القرية هو 635 في سنة 2006.